# Автомобільні шляхи Дніпропетровської області
Автомобі́льні шляхи́ Дніпропетровської області — мережа доріг на території Дніпропетровщини, що об'єднує між собою населені пункти та окремі об'єкти та призначена для руху транспортних засобів, перевезення пасажирів та вантажів.

## Дороги державного значення

### Міжнародні автомобільні дороги
| Індекс та номер дороги | Маршрут у межах області | Протяжність у межах області, км |
| ---------------------- | --- | ------------------------------- |
| E50 М04                | Кіровоградська область — П'ятихатки Р74 • Т 0419 — Божедарівка Т 0415 • Т 0429 • Т 0432 • Т 0433 — Світлогірське Н11 • Т 0420 • Т 0430 • Т 0439 — Р80 • Т 0421 — Дніпро Н08 • Н11 • Н31 • Т 0401 • Т 0402 • Т 0404 • Т 0405 • Т 0410 • Т 0421 — Підгородне Т 0410 — Піщанка М18 — Т 0425 • Т 0426 — Павлоград Р51 • Т 0408 • Т 0422 — Т 0427 — Миколаївка — Т 0424 — Слов'янка Т 0428 — Донецька область | 294 км                          |
| E105 М18               | Харківська область — Перещепине М29 • Т 0412 • Т 2119 — Голубівка Т 0422 — Т 0413 • Т 0440 — Обхід м.Новомосковськ (23,7 км) М04 — Новомосковськ — Піщанка М04 — Т 0402 — Хорошеве Т 0401 — Варварівка — Запорізька область | 108 км                          |
| М29                    | Харківська область — Перещепине М18 • Т 0412 • Т 2119 | 2 км                            |

### Національні автомобільні дороги
| Індекс та номер дороги | Маршрут у межах області | Протяжність у межах області, км |
| ---------------------- | --- | ------------------------------- |
| Н08                    | Кіровоградська область — Мишурин Ріг Т 0423 — Пушкарівка Т 0415 • Т 0446 — Т 0429 • Т 0437 — Новомиколаївка Т 0429 — Кам'янське Т 0412 • Р80 • Т 0430 — Дніпро М04 • Н11 • Н31 • Т 0401 • Т 0402 • Т 0404 • Т 0405 • Т 0410 • Т 0421 — Під'їзд до аеропорту Дніпропетровськ (5,3 км) — Червонокам'яне Р80 — Запорізька область | 140 км                          |
| Н11                    | Дніпро М04 • Н08 • Н31 • Т 0401 • Т 0402 • Т 0404 • Т 0405 • Т 0410 • Т 0421 — Р80 • Т 0421 —Світлогірське М04 • Н11 • Т 0420 • Т 0430 • Т 0439 — Малософіївка Т 0432 • Т 0433 — Софіївка Т 0419 — Т 0434 — Кривий Ріг Н23 • Р74 — Миколаївська область                                                                        | 170 км                          |
| Н15                    | Запорізька область —Покровське Т 0401 — Гаврилівка Т 0427 — Донецька область | 44 км                           |
| Н23                    | Кіровоградська область — Чкаловка Т 0438 — Під'їзд до аеропорту «Кривий Ріг» (2,6 км) — Кривий Ріг Н11 • Р74 — Т 0411 • Т 0419 — Мар'янське Т 0403 — Т 0436 — Нікополь Р73 • Т 0432 — Марганець Т 0435 — Томаківка Т 0420 — Запорізька область                                                                                 | 190 км                          |
| Н31                    | Дніпро М04 • Н08 • Н11 • Т 0401 • Т 0402 • Т 0404 • Т 0405 • Т 0410 • Т 0421 — Горянівське Т 0404 — Петриківка Т 0414 • Т 0441 — Т 0412 — Царичанка Т 0413 — Полтавська область | 84 км                           |

### Регіональні автомобільні дороги
| Індекс та номер дороги | Маршрут у межах області | Протяжність у межах області, км |
| ---------------------- | --- | ------------------------------- |
| Р51                    | Харківська область — Жемчужне Т 0412 — Павлоград М04 • Т 0408 • Т 0416 • Т 0422                                                                          | 39 км                           |
| Р73                    | Нікополь Н23 • Т 0432 — Дмитрівка Т 0435 — Т 0420 — Запорізька область                                                                                   | 61 км                           |
| Р74                    | П'ятихатки М04 • Т 0419 — Жовті Води Т 1210 — Кіровоградська область — Дніпропетровська область — Кривий Ріг Т 0434 • Н11 • Н23 — Широке Т 0411 • Т 0447 | 35,5 км                         |
| Р80                    | Кам'янське Н08 — Миколаївка М04 • Н11 — Сурсько-Михайлівка Т 0444 — Солоне — Червонокам'яне Н08                                                          | 53,4 км                         |

### Територіальні автомобільні дороги
| Індекс та номер дороги | Маршрут у межах області | Протяжність у межах області, км |
| ---------------------- | --- | ------------------------------- |
| Т 0401                 | Дніпро М04 • Н08 • Н11 • Н31 • Т 0402 • Т 0404 • Т 0405 • Т 0410 • Т 0421 — Іларіонове Т 0442 — М18 — Синельникове Т 0416 • Т 0425 • Т 0445 — Васильківка Т 0408 — Григорівка Т 0406 — Покровське Н15 — Запорізька область | 132 км                          |
| Т 0402                 | Дніпро М04 • Н08 • Н11 • Н31 • Т 0401 • Т 0404 • Т 0405 • Т 0410 • Т 0421 — Олександрівка — Соколове — М18 | 12,8 км                         |
| Т 0403                 | Мар'янське Н23 — Херсонська область | 3,8 км                          |
| Т 0404                 | Дніпро М04 • Н08 • Н11 • Н31 • Т 0401 • Т 0402 • Т 0405 • Т 0410 • Т 0421 — Обухівка — Н31 — Горянівське — Т 0405 | 18,4 км                         |
| Т 0405                 | Дніпро М04 • Н08 • Н11 • Н31 • Т 0401 • Т 0402 • Т 0404 • Т 0410 • Т 0421 — Т 0404 — Чумаки — Хутірське Т 0414 | 33,6 км                         |
| Т 0406                 | Григорівка Т 0401 — Чаплине — Просяна Т 0427 — Володимирівка Т 0431 — Межова Т 0428 — Донецька область | 75 км                           |
| Т 0408                 | Павлоград М04 • Р51 • Т 0416 • Т 0422 — Васильківка Т 0401 — Запорізька область | 59 км                           |
| Т 0410                 | Дніпро М04 • Н08 • Н11 • Н31 • Т 0401 • Т 0402 • Т 0404 • Т 0405 • Т 0421 — Підгородне М04 — Магдалинівка Т 0413 • Т 0414 — Котовка Т 0412                                                                                 | 72,6 км                         |
| Т 0411                 | Широке Р74 • Т 0447 — Олександрівка — Садове Н23 | 25,8 км                         |
| Т 0412                 | Кам'янське Н08 — Курилівка Т 0414 — Шульгівка — Н31 — Преображенка Т 0413 — Гупалівка Т 0442 — Котовка Т 0410 — Перещепине М18 • Т 2119 — Чернявщина — Жемчужне Т 2107                                                     | 197 км                          |
| Т 0413                 | Царичанка Н31 — Преображенка Т 0412 — Магдалинівка Т 0410 • Т 0414 — Губиниха М18 | 65,2 км                         |
| Т 0414                 | Кам'янське Т 0412 — Лобойківка Н31 • Т 0441 — Петриківка Н31 • Т 0441 — Хутірське Т 0405 — Магдалинівка Т 0410 • Т 0413 | 46,4 км                         |
| Т 0415                 | Верхньодніпровськ Н08 • Т 0446 — Вільногірськ Т 0423 — Долинське — М04 | 43,1 км                         |
| Т 0416                 | Павлоград М04 • Р51 • Т 0408 • Т 0422 — Козачий Гай Т 0426 — Т 0401 — Синельникове Т 0401 • Т 0425 • Т 0445 | 33 км                           |
| Т 0419                 | П'ятихатки М04 — Ордо-Василівка Т 0434 — Софіївка Н11 — Вакулове — Кам'янка — Апостолове Н23 — Зеленодольськ | 127,3 км                        |
| Т 0420                 | Одарівка М04 — Н11 — Безбородькове — Новопокровка — Чумаки — Р73 — Томаківка Н23 — Вищетарасівка Т 0435 | 108,6 км                        |
| Т 0421                 | Дніпро М04 • Н08 • Н11 • Н31 • Т 0401 • Т 0402 • Т 0404 • Т 0405 • Т 0410 — Сурсько-Литовське — НовомиколаївкаТ 0444 — М04 — Н11                                                                                           | 24,5 км                         |
| Т 0422                 | Павлоград М04 • Р51 • Т 0408 • Т 0416 — Попасне — Голубівка М18 | 56,2 км                         |
| Т 0423                 | Вільногірськ Т 0415 — Лихівка Т 0446 — Мишурин Ріг Н08 | 45,8 км                         |
| Т 0424                 | М04 — Петропавлівка — Олександропіль — Харківська область | 22 км                           |
| Т 0425                 | Синельникове Т 0401 • Т 0416 • Т 0445 — Дерезувате — Меліоративне М04 | 34,1 км                         |
| Т 0426                 | Козачий Гай Т 0416 — Лиманське — М04 | 21,6 км                         |
| Т 0427                 | Дмитрівка М04 — Відродження — Просяна Т 0406 — Гаврилівка Н15 | 51,7 км                         |
| Т 0428                 | Слов'янка — М04 — Межова Т 0406 — Новопавлівка — Дачне | 46,2 км                         |
| Т 0429                 | Новомиколаївка Н08 — Верхівцеве — Божедарівка М04 • Т 0432 • Т 0433 | 33,6 км                         |
| Т 0430                 | Українка Н08 — Кринички Т 0439 — Світлогірське М04 • Н11 | 17,6 км                         |
| Т 0431                 | Першотравенськ — Володимирівка Т 0406 — Солоне | 24,9 км                         |
| Т 0432                 | Нікополь Н23 • Р73 — Воля — Голубівка Т 0435 — Миколаївка — Малософіївка Н11 • Т 0433 — Кудашівка — Божедарівка М04 • Т 0429 • Т 0433                                                                                      | 104,2 км                        |
| Т 0433                 | Божедарівка М04 • Т 0432 • Т 0433 — Надія — Малософіївка Н11 • Т 0432 | 22,2 км                         |
| Т 0434                 | Новопілля Н11 — Кривий Ріг Р74 — Ордо-Василівка Т 0419 | 35,2 км                         |
| Т 0435                 | Голубівка Т 0432 — Дмитрівка Р73 — Марганець Н23 — Вищетарасівка Т 0420 | 70,8 км                         |
| Т 0436                 | Чортомлик Н23 — Покровське — Капулівка — Олексіївка Н23 | 16,9 км                         |
| Т 0437                 | Верхньодніпровськ Т 0446 — Автомобільна дорога Н08 | 2,7 км                          |
| Т 0439                 | Кринички Т 0433 — Світлогірське М04 • Н11 | 4,2 км                          |
| Т 0441                 | Лобойківка Н31 • Т 0414 — Петриківка Н31 • Т 0414 | 7,6 км                          |
| Т 0442                 | Гупалівка Т 0412 — Полтавська область | 3,1 км                          |
| Т 0444                 | Новомиколаївка Т 0421 — Ленінське — Сурсько-Михайлівка Р80 | 13,2 км                         |
| Т 0445                 | Синельникове Т 0401 • Т 0416 • Т 0425 — Славгород — Запорізька область | 30 км                           |
| Т 0446                 | Верхньодніпровськ Т 0437 — Пушкарівка Н08 — Лихівка Т 0423 | 25,9 км                         |
| Т 0447                 | Широке Р74 • Т 0411 — Шестірня — Херсонська область Т 0443 | 19,3 км                         |

Частково територією області проходять територіальні автомобільні дороги інших областей
| Індекс та номер дороги | Маршрут у межах області                      | Протяжність у межах області, км |
| ---------------------- | -------------------------------------------- | ------------------------------- |
| Т 1210                 | Кіровоградська область — Жовті Води Р74      | 0,2 км                          |
| Т 2119                 | Харківська область — Перещепине М18 • Т 0412 | 1 км                            |